# Úrsula de Colônia
Úrsula é uma santa da Igreja Católica natural da Grã-Bretanha, martirizada por volta do ano 383 em Colônia na Alemanha. Era filha do rei Dionotus  da Cornualha. Era celebrada no calendário litúrgico em 21 de outubro até 1969, quando foi removida após uma revisão pela origem duvidosa dos fatos, apesar de permanecer no Martirológio Romano.

## Origens
Segundo a Legenda Áurea, uma jovem de beleza excepcional chamada Úrsula, filha de um soberano bretão, converteu-se secretamente ao cristianismo prometendo guardar a sua virgindade. Quando foi pedida em casamento por um príncipe pagão de nome Ereo, filho do rei de Inglaterra, o seu pai acedeu receoso, impondo entre outras condições que a filha fosse acompanhada por dez virgens, e outras mil para ela e para cada uma das dez que a acompanhavam, e que o casamento tivesse lugar no prazo de três anos. Numa viagem, um anjo anuncia a Úrsula que ela morrerá martirizada. Úrsula decide realizar uma peregrinação a Roma para obter a consagração dos seus votos secretos. Em Roma, foi recebida com muitas honras pelo papa Sirício, que consagrou os seus votos de virgindade. Recebendo uma revelação de que morrerá mártir com as virgens, o papa renuncia ao papado e, juntamente com muitos bispos, parte com elas. Dirigem-se à Alemanha, onde encontram Colónia sitiada pelos hunos, que matam todas as virgens. O príncipe dos hunos apaixona-se por Úrsula e quer tomá-la por mulher, mas a jovem resiste e ele mata-a com uma seta.
O número de onze mil virgens, aparentemente exagerado, parece dever-se a uma leitura incorreta de uma lápide encontrada em Colónia, em que se lia: "XI MM VV", sendo que a abreviatura "MM" em vez de interpretada como "mártires" ("onze mártires virgens") o foi como "mil" ("onze mil virgens").